# The Woman in Green
The Woman in Green is een Amerikaanse film uit 1945, gebaseerd op het personage Sherlock Holmes. De film werd geregisseerd door Roy William Neill. Het is de elfde van de Sherlock Holmes-films met Basil Rathbone als Holmes en Nigel Bruce als Dr. Watson. Het verhaal van de film is losjes gebaseerd op het korte verhaal The Adventure of the Empty House.

## Plot
Er worden een aantal vrouwen vermoord en bij alle lijken worden de wijsvingers afgesneden. Holmes en Watson onderzoeken de zaak, maar stuiten op een aantal bizarre ontwikkelingen. Zo blijkt de weduwnaar Sir George Fenwick er na een nachtje stappen met zijn vriendin Lydia Marlowe opeens van overtuigd te zijn dat hij de moordenaar is. Hij heeft een wijsvinger gevonden in zijn portemonnee. Holmes twijfelt aan Fenwicks schuld, en ontdekt dat hij het slachtoffer is van hypnose. Het meesterbrein achter dit plan is niemand minder dan professor Moriarty, van wie iedereen dacht dat hij in Montevideo was opgehangen.
Fenwick wordt niet veel later zelf vermoord, mogelijk om te voorkomen dat hij de waarheid zou onthullen. Watson ontvangt een telefoontje dat er een patiënt op hem wacht. Nauwelijks is hij weg, of Moriarty komt de kamer binnen. Hij heeft Watson weggelokt om even onder vier ogen te kunnen praten met Holmes. Holmes beseft dat Moriarty tijdens hun gesprek signalen geeft naar iemand die zich in een leegstaand pand tegenover Holmes’ appartement bevindt. Wanneer Moriarty weer weg is en Watson is teruggekeerd, stuurt Holmes hem naar dit pand om uit te zoeken of zich daar een handlanger bevindt. Watson ziet hoe een sluipschutter Holmes vanuit het leegstaande pand beschiet. Holmes had hier echter al rekening mee gehouden, en blijkt een borstbeeld van Julius Caesar voor zijn raam te hebben gezet als afleiding. De schutter wordt gearresteerd, maar niet veel later vermoord.
Holmes weet nu genoeg over Moriarty’s plan. Hij vermoordt al die vrouwen, en laat vervolgens rijke mannen denken dat zij verantwoordelijk zijn voor een of meer van deze moorden. Zo kan hij hen chanteren. Hij vermoedt dat Lydia, die eerder uitging met Sir George, ook in het complot zit. Hij zoekt contact met haar, waarop ze hem meeneemt naar haar huis. Daar hypnotiseert ze Holmes blijkbaar op dezelfde manier als haar andere slachtoffers, en dwingt hem zelfmoord te plegen. Holmes doet echter maar alsof hij onder hypnose is. De politie arriveert en rekent Lydia in. Moriarty, die ook in het huis is, probeert te vluchten, maar maakt hierbij een fatale val.

## Cast
| Acteur            | Personage               |
| ----------------- | ----------------------- |
| Basil Rathbone    | Sherlock Holmes         |
| Nigel Bruce       | John H. Watson          |
| Hillary Brooke    | Lydia Marlowe           |
| Henry Daniell     | Professor Moriarty      |
| Paul Cavanagh     | Sir George Fenwick      |
| Matthew Boulton   | Inspecteur Gregson      |
| Eve Amber         | Maude Fenwick           |
| Frederick Worlock | Dr. Onslow              |
| Tom Bryson        | Corporal Williams       |
| Sally Shepherd    | Crandon, Marlowe's maid |
| Mary Gordon       | Mrs. Hudson             |